# Напони (Небраска)
Напони (енгл. Naponee) град је у америчкој савезној држави Небраска.

## Демографија
По попису из 2010. године број становника је 106, што је 26 (-19,7%) становника мање него 2000. године.
| Група             | 2000.       | 2010.       |
| Белци             | 130 (98,5%) | 102 (96,2%) |
| Афроамериканци    | 0 (0,0%)    | 0 (0,0%)    |
| Азијати           | 0 (0,0%)    | 1 (0,9%)    |
| Хиспаноамериканци | 1 (0,8%)    | 0 (0,0%)    |
| Укупно            | 132         | 106         |